# A Woman Against the World

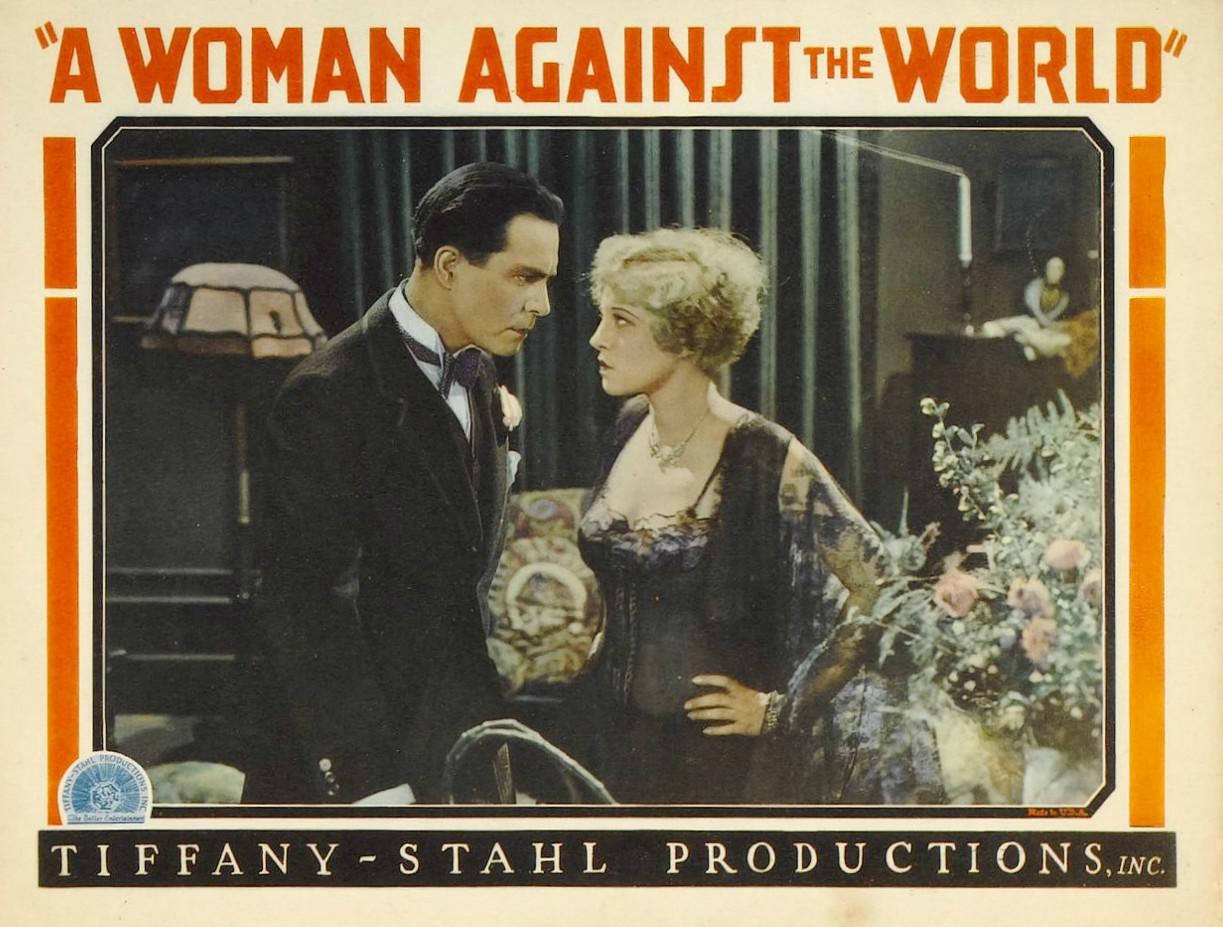
Carte promotionnelle du film.

A Woman Against the World est un film américain réalisé par George Archainbaud et sorti en 1928.

## Synopsis
Carol Hill, journaliste, est amoureuse de Schuyler Van Loan, un homme condamné à mort sur la chaise électrique pour le meurtre de Maysie Bell, une danseuse de cabaret. Son rédacteur en chef pense que Van Loan est coupable, mais Carol prouve son innocence en obtenant des aveux au chauffeur de la danseuse de cabaret, sauvant ainsi son amant.

## Fiche technique
- Réalisation : George Archainbaud
- Scénario : Fanny Hatton, Frederic Hatton, Gertrude Orr
- Producteur : John M. Stahl
- Photographie : Chester A. Lyons
- Montage : Desmond O'Brien
- Genre : Mélodrame[1]
- Production : Tiffany Pictures
- Distributeur : Tiffany Pictures
- Durée : 60 minutes (6 bobines)[2]
- Date de sortie : 1er janvier 1928

## Distribution

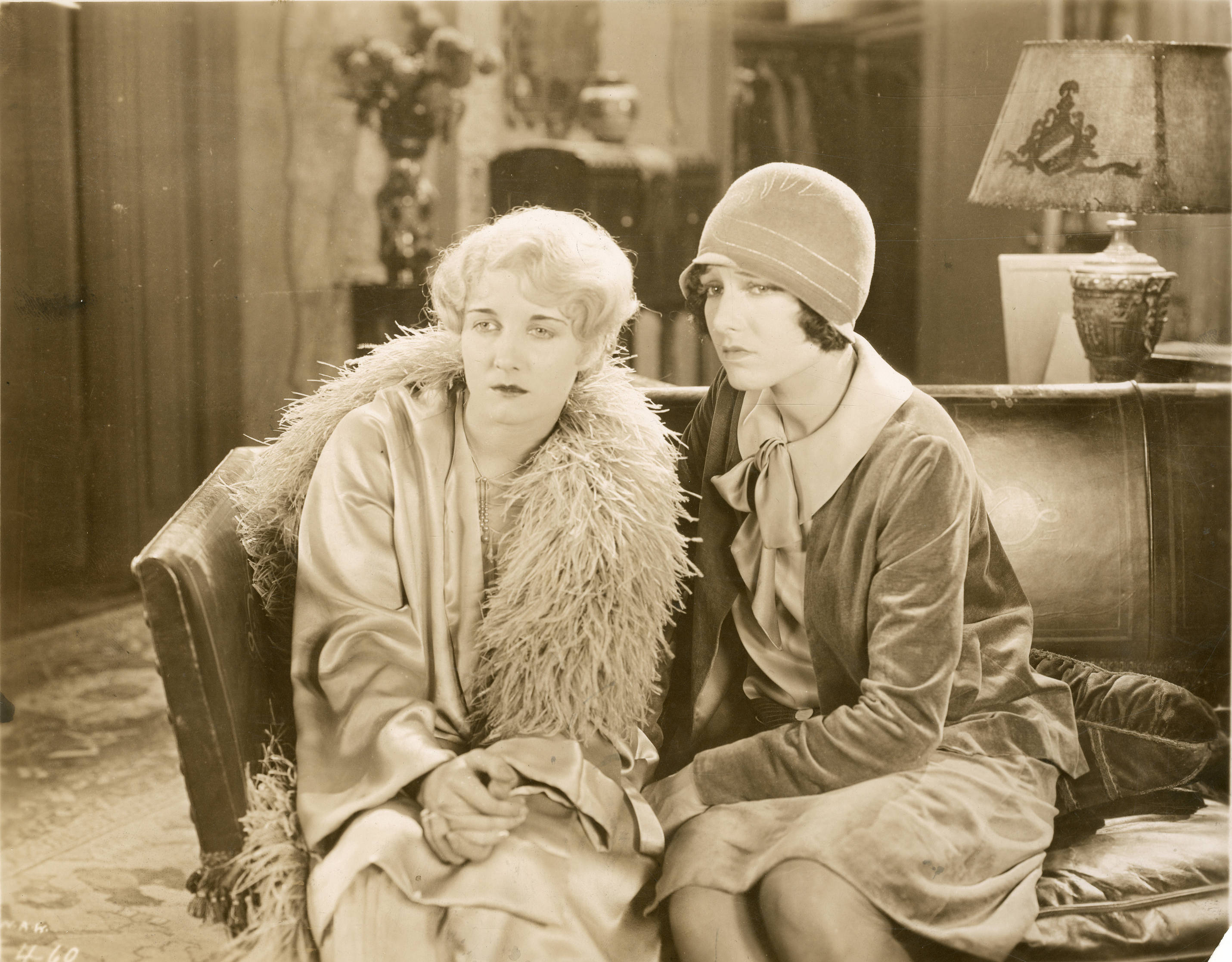
Photographie extraite du film.

- Harrison Ford : Schuyler Van Loan
- Georgia Hale : Carol Hill
- Lee Moran : Bob Yates
- Harvey Clark : City Editor
- Walter Hiers : Reporter
- Gertrude Olmstead : Bernice Crane, la fiancée
- William H. Tooker : Mortimer Crane, le père de la fiancée
- Ida Darling : Mrs. Crane, la mère de la fiancée
- Wade Boteler : Jim Barnes, Chauffeur
- Charles Clary : Warden
- Sally Rand : Maysie Bell
- Rosemary Theby : Housekeeper
- Jim Farley : Détective